# Teruo Ishii
Pour les articles homonymes, voir Teruo.
Teruo Ishii (石井輝男, Ishii Teruo, 1er janvier 1924 - 12 août 2005) est un réalisateur japonais surtout connu en Occident pour ses premiers films : la série des Super Giant et les ero guro (grotesque érotique), subdivision des pinku eiga, tels que Femmes criminelles (Tokugawa onna keibatsushi, 1968). Il a également réalisé Abashiri Prison (1965) qui a permis à Ken Takakura de devenir un acteur célèbre et unanimement apprécié au Japon. Surnommé « The King of Cult » (« Le Roi du Culte ») 
au Japon, Ishii a eu une carrière plus prolifique et plus éclectique que celle que nous lui connaissons habituellement en Occident.

## Biographie et carrière

### Débuts
Teruo Ishii est né le 1er janvier 1924 dans le voisinage d'Asakusa, un quartier populaire de Tokyo, Japon. Il apprécie très tôt le cinéma si bien que ses parents l'emmènent voir les films étrangers et, en particulier, les films français. Ishii commence sa carrière en 1942 à la Tōhō en tant qu'assistant réalisateur. Celle-ci est interrompue par la Seconde Guerre mondiale lorsqu'il est envoyé survoler la Mandchourie pour prendre des photographies aériennes des effets de bombardements.

### Shintōhō

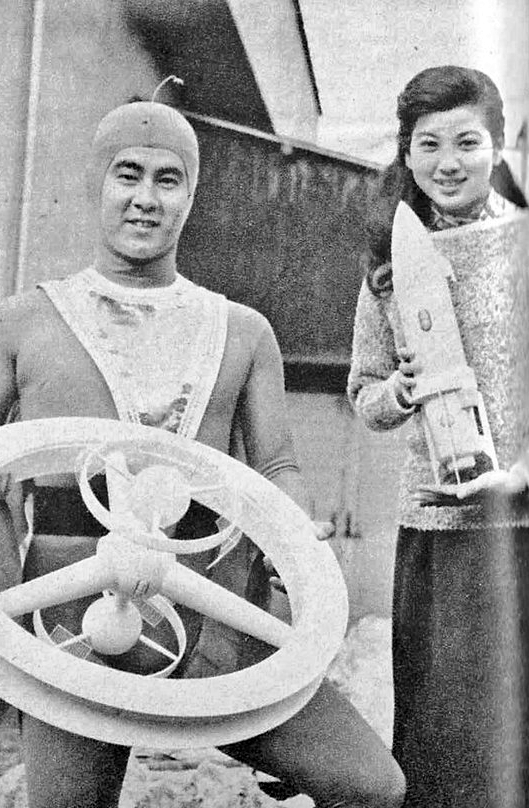
Ken Utsui et Utako Mitsuya sur le tournage de Spaceship of Human Destruction, Super Giant 5 (1957).

Ishii rejoint les nouveaux studios Shintōhō au mois de mars 1947. Le réalisateur se souvient de cette période comme étant « Sans doute la période la plus heureuse de [sa] vie professionnelle »,. Il travaille comme assistant réalisateur avec Mikio Naruse qu'il considèrera comme son précepteur pendant le restant de sa carrière. Il travaille également avec Hiroshi Shimizu et apprend le métier de scénariste avec Shin'ichi Sekizawa, mieux connu en Occident par la série des films intitulés Godzilla  (Godzilla de 1954, Godzilla de 1998). Ishii fait ses premiers pas de réalisateur en 1957 avec King of the Ring: The World of Glory (Ringu no ōja: Eikō no sekai), un film qui a la boxe pour thème.
Il lui échoit ensuite de réaliser six épisodes de L'Invincible Spaceman (Super Giant (en)), une série de science-fiction destinée principalement aux enfants. Cette série de neuf épisodes a été, par la suite, réduite à quatre sous le nom de Starman pour les besoins pour la télévision américaine. De 1958 à 1961 Ishii réalise quatre films noirs de la série intitulée Line ((ja) Chitai). Pour le dernier film de cette série, Sexy Line ((ja) Sexy chitai), Ishii promène sa caméra dans les rues d'Asakusa et de Ginza afin de filmer sur le vif. Ce film a été qualifié de « perspicace, intelligent et contagieux » et de « merveilleux cliché du monde souterrain de Tokyo habité par des prostituées, des malfrats et des « flics ». Le tout est filmé dans un style véridique. »

### Toei
Les studios Shintōhō font faillite en 1961 obligeant Ishii à chercher du travail auprès d'une autre firme. C'est ainsi qu'il rejoint la Tōei pour lequel il réalise Flower and Storm and Gang (Hana to arashi to gyangu, 1961), avec l'acteur Ken Takakura.
Abashiri Prison, son film de 1965, conforte la position de l'acteur Takakura dans la célébrité et offre au réalisateur son plus retentissant succès des années 1960. Ishii réalisera par la suite 10 des 18 films que comporte cette série.

En 1968, Ishii réalise deux séries (très appréciées) de films long métrage pour Toei. Pour la première vidéo de la série Hot Springs Geisha (1968-1972), Ishii insère à nouveau avec succès son « style cinématographique empreint de sardonisme menaçant dans cette « importante » comédie légère et frivole mettant en scène des geishas-masseuses opérant dans une source chaude »,. Ishii confie ensuite cette série à d'autres réalisateurs. La série des Joys of Torture (1968-1973) conviennent mieux à Ishii. Ce dernier réalisera les huit films qui la composent. À commencer par Femmes criminelles (1968) qui a pour sujet l'histoire de la torture au Japon. Passionné d'ouvrages d'horreurs et admirateur de l'auteur de romans à suspense Edogawa Ranpo depuis l'enfance, Ishii adapte maintes histoires terrifiantes de cet auteur à ses films durant cette période. C'est ainsi que naît le plus connu d'entre eux, Horrors of Malformed Men. Le terme d'ero guro (grotesque érotique), utilisé pour décrire les écrits de Ranpo, s'applique également aux films d'Ishii. Le terme désigne toujours, au Japon, les films mettant en scène le sadomasochisme le plus extrême. Weisser écrit à ce sujet : 

« Les films de « Torture » réalisés par Ishii sont encore les meilleurs et n'ont pour rivaux que les productions d'un certain Kōji Wakamatsu (particulièrement Torture Chronicles: 100 Years (1975), quelques-unes de Masaru Konuma (i.e., Une femme à sacrifier et Fleur secrète, tous deux produits en 1974) et une autre encore de Go Ijuin (Captured For Sex 2, 1986),. »

Ishii a réalisé plusieurs des films à succès pour Toei au cours des années 1970 dont un « film rose violent », Female Yakuza Tale: Inquisition and Torture (1973), avec l'actrice Reiko Ike et un des films de la série Street Fighter intitulé The Street Fighter’s Last Revenge (Gyakushu! Satsujin Ken), avec l'acteur Sonny Chiba au milieu des années 1970. Ishii a également fait une incursion dans le genre Biker violent, avec Detonation! Violent Riders (Bakuhatsu! Bōsōzoku, 1975), Detonation! Violent Games (Bakuhatsu! Bōsō yūgi, 1976).
Ishii renonce au cinéma après 1979 pour se consacrer avant tout à la télévision tout au long des années 1980.

### Fin de carrière
Ishii renoue avec les studios Toei en 1991 pour la réalisation d'un film de V-cinema, The Hit Man: Blood Smells Like Roses. En 1993, il transpose en un film, Master of the Gensenkan Inn (Gensenkan shujin), un manga de Yoshiharu Tsuge et, en 1998, il porte à l'écran le manga d'avant-garde Wind-Up Type (Nejishiki) du même auteur. En 1999, il reprend Hell (Jigoku, 1960), fameux film du réalisateur Nobuo Nakagawa, en s'inspirant de l'essai écrit par Shōkō Asahara, fondateur de la secte Aum Shinrikyō.
Son dernier film, The Blind Beast Vs The Dwarf (2001), est également inspiré de l'œuvre d'Edogawa Ranpo.
Méconnu hors des frontières du Japon durant une bonne partie de sa carrière, l'œuvre d'Ishii a été découverte et appréciée en Occident. Ishii a honoré de sa présence des festivals consacrés à ses films que ce soit au Festival du Film d'Extrême Orient d'Udine en Italie ou à L'Étrange Festival en France. Au cours de ses dernières années, Ishii a souvent parlé d'un projet qui lui tenait à cœur et qu'il appelait Il était une fois au Japon. Le sujet en était l'épopée d'un gangster avec l'acteur Ken Takakura. Isshii meurt le 12 mai 2005, à l'âge de 81 ans, sans que son projet aboutisse. Tout au long de sa carrière, ses réalisations d'une grande variété de thèmes incluent les arts martiaux, la science-fiction, les films d’horreur et d'épouvante, les films érotiques et les films noirs. Ses 83 films sont un résumé de la tendance cinématographique en vogue au Japon pendant la deuxième partie du XXe siècle.

## Filmographie
Sources pour la filmographie : les livres The Yakuza Movie Book: A Guide to Japanese Gangster Films et A Critical Handbook of Japanese Film Directors - From the Silent Era to the Present Day ainsi que les bases de données IMDb et JMDb.

### Années 1950
- 1957 : Ringu no ōja: Eikō no sekai (リングの王者 栄光の世界?)
- 1957 : L'Invincible Spaceman : épisode 1 (鋼鉄の巨人, Kōtetsu no kyojin / Sūpā jaiantsu?, Super Giant)[19],[20]
- 1957 : L'Invincible Spaceman : épisode 2 (続鋼鉄の巨人, Zoku kōtetsu no kyojin / Zoku sūpā jaiantsu?, Super Giant 2)[19],[20]
- 1957 : L'Attaque des soucoupes volantes (鋼鉄の巨人 怪星人の魔城, Kōtetsu no kyojin: Kaseijin no majō?, Invaders From the Planets, Super Giant 3)[21],[22]
- 1957 : L'Attaque des soucoupes volantes (鋼鉄の巨人 地球滅亡寸前, Kōtetsu no kyojin: Chikyū metsubō sunzen?, The Earth in Danger, Super Giant 4)[21]
- 1957 : Gonin no hanzaisha (五人の犯罪者?)
- 1957 : Spaceship of Human Destruction, Super Giant 5 (スーパー・ジャイアンツ 人工衛星と人類の破滅, Sūpā jaiantsu: Jinkō eisen to jinrui no hametsu?)
- 1958 : Destruction of the Space Fleet, Super Giants 6 (スーパー・ジャイアンツ 宇宙艇と人工衛星の激突, Sūpā jaiantsu: Uchūtei to jinkō eisen no kekitotsu?)
- 1958 : Amagi shinjū: Tengoku ni musubu koi (天城心中 天国に結ぶ恋?)
- 1958 : Quai de la chair (女体棧橋, Jotai senbashi?)[23]
- 1958 : White Line (白線秘密地帯, Shirosen himitsu chitai?)[19]
- 1958 : Joōbachi no ikari (女王蜂の怒り?)
- 1959 : Senjo no nadeshiko (戦場のなでしこ?)
- 1959 : Mōfubuki no shitō (猛吹雪の死闘?)
- 1959 : Nippon romansu ryokō (日本ロマンス旅行?)

### Années 1960
- 1960 : Black Line (黒線地帯, Kurosen chitai?)
- 1960 : L'Île qui aspire les femmes (女体渦巻島, Nyotai uzumaki shima?)[24]
- 1960 : Yellow Line (黄線地帯, Ōsen chitai?)[19]
- 1960 : Joōbachi to daigaku no ryū (女王蜂と大学の龍?)
- 1961 : Sexy Line (セクシー地帯, Sekushī chitai?)[19]
- 1961 : Ren'ai zubari kōza (恋愛ズバリ講座 第三話?)
- 1961 : Hana to arashi to gyangu (花と嵐とギャング?)
- 1961 : Kiri to kage (霧と影?)
- 1961 : Kiiroi fūdo (黄色い風土?)
- 1962 : Koi to taiyō to gyangu (恋と太陽とギャング?)
- 1962 : The G-men of the Pacific (太平洋のＧメン, Taiheiyō no G-men?)
- 1963 : Ankokugai no kaoyaku: Jūichinin no gyangu (暗黒街の顔役 十一人のギャング?)
- 1963 : Gyangu tai G-men: Shūdan kinko yaburi (ギャング対Ｇメン 集団金庫破り?)
- 1963 : Kill the Boss (親分を倒せ, Bosu o taose?)
- 1963 : Shōwa kyōkakuden (昭和侠客伝?)
- 1964 : Tōkyō gyangu tai Honkon gyangu (東京ギャング対香港ギャング?)
- 1964 : Narazumono (ならず者?)
- 1964 : Gokinzō yaburi (御金蔵破り?)
- 1964 : Irezumi totsugekitai (いれずみ突撃隊?)
- 1965 : Kaoyaku (顔役?)
- 1965 : Abashiri Prison (網走番外地, Abashiri bangaichi?)
- 1965 : Zoku abashiri bangaichi (続網走番外地?)
- 1965 : Abashiri bangaichi: Bōkyō hen (網走番外地 望郷篇?)
- 1965 : Abashiri bangaichi: Hokkai hen (網走番外地 北海篇?)
- 1966 : Nihon zero chitai: Yoru o nerae (日本ゼロ地帯 夜を狙え?)
- 1966 : Abashiri Prison: Duel in the Wind (網走番外地 荒野の対決, Abashiri bangaichi: Kōya no taiketsu?)
- 1966 : Big Villain Plan (大悪党作戦, Daiakutō sakusen?)
- 1966 : Abashiri bangaichi: Nangoku no taiketsu (網走番外地 南国の対決?)
- 1966 : Shinka 101: Koroshi no yōjimbō (神火１０１ 殺しの用心棒?)
- 1966 : Abashiri bangaichi: Daisetsugen no taiketsu (網走番外地 大雪原の対決?)
- 1967 : Abashiri bangaichi: Kettō reika 30-do (網走番外地 決斗零下３０度?)
- 1967 : Otoshimae (決着?)
- 1967 : Abashiri Prison: Challenge for Glory (網走番外地 悪への挑戦, Abashiri bangaichi: Aku e no chōsen?)
- 1967 : Abashiri Prison: Duel in the Snow Storm (網走番外地 吹雪の斗争, Abashiri bangaichi: Fubuki no tōsō?)
- 1968 : Zoku otoshimae (続決着?)
- 1968 : Vierges pour le Shogun (徳川女系図, Tokugawa onna keizu?)[25]
- 1968 : Onsen anma geisha (温泉あんま芸者?)
- 1968 : Femmes criminelles (徳川女刑罰史, Tokugawa onna keibatsushi?)[25]
- 1969 : Orgies sadiques de l'ère Edo (残酷異常虐待物語 元禄女系図, Zankoku ijō gyakutai monogatari: Genroku onna keizu?)[25]
- 1969 : Ijōse ai kiroku: Harenchi (異常性愛記録 ハレンチ?)
- 1969 : The Friendly Killer (昇り竜鉄火肌, Noboriryū tekka hada?)
- 1969 : L'Enfer des tortures (徳川いれずみ師 責め地獄, Tokugawa irezumi shi: Seme jigoku?)[25]
- 1969 : La Loi yakuza (やくざ刑罰史 私刑, Yakuza keibatsu shi: Rinchi?)[25]
- 1969 : Déviances et Passions (明治大正昭和 猟奇女犯罪史, Meiji Taishō Shōwa: Ryoki onna hanzai shi?)[25]
- 1969 : L'Effrayant Docteur Hijikata (江戸川乱歩全集 恐怖奇形人間, Edogawa Ranpo zenshū: Kyōfu kikei ningen?)

### Années 1970
- 1970 : Koroshiya ninbetsuchō (殺し屋人別帳?)
- 1970 : Kangoku ninbetsuchō (監獄人別帳?)
- 1970 : The Blind Woman's Curse (怪談昇り竜, Kaidan noboriryū?)
- 1972 : Hijirimen bakuto (緋ぢりめん博徒?)
- 1973 : Les Huit Vertus bafouées (ポルノ時代劇 忘八武士道, Poruno jidaigeki: Bōhachi bushidō?)
- 1973 : Female Yakuza Tale: Inquisition and Torture (やさぐれ姐御伝 総括リンチ, Yasagure anagoden: Sōkatsu rinchi?)
- 1973 : Gendai ninkyō shi (現代任侠史?)
- 1974 : Chokugeki! Jigokuhen (直撃！地獄拳?)
- 1974 : Chokugeki! Jigokuhen daigyakuden (直撃地獄拳 大逆転?)
- 1975 : Great Jailbreak (大脱獄, Daidatsugoku?)
- 1975 : Bakuhatsu! Bōsōzoku (爆発！暴走族?)
- 1975 : Jitsuroku san'okuen jiken: Jikō seiritsu (実録三億円事件 時効成立?)
- 1976 : Bakuhatsu! Bōsō yūgi (爆発！暴走遊戯?)
- 1976 : Kinkin no runpen taishō (キンキンのルンペン大将?)
- 1976 : Bōsō no kisetsu (暴走の季節?)
- 1977 : Wakusei Robo: Dangadō A tai Konchū robotto gundan (惑星ロボ ダンガードＡ対昆虫ロボット軍団?)
- 1979 : Bōryoku senshi (暴力戦士?)

### Années 1990
- 1991 : The Hitman: Blood Smells Like Roses (ザ・ヒットマン 血はバラの匂い, Za hitto man: Chi wa bara no nioi?)
- 1993 : Gensenkan shujin (ゲンセンカン主人?)
- 1995 : Burai heiya (無頼平野?)
- 1998 : Nejishiki (ねじ式?)
- 1999 : Jigoku (地獄?)

### Années 2000
- 2001 : The Blind Beast Vs The Dwarf (盲獣ＶＳ一寸法師, Mōjū vs Issun-bōshi?)

## Distinctions
Sauf indication contraire, les informations mentionnées dans cette section peuvent être confirmées par la base de données cinématographiques IMDb,  présente dans la section « Liens externes ».
- 1994 : prix spécial pour sa carrière et pour le film Gensenkan shujin au festival du film de Yokohama